# Condado de Pettis
El condado de Pettis es un condado ubicado en el estado de Misuri, EE. UU. El condado fue organizado en 1833 y recibió su nombre en honor al congresista de Estados Unidos Spencer Darwin Pettis. Posee una población era de 39.403 habitantes (2000). La sede del condado es la localidad de Sedalia.

## Geografía
Según la Oficina del Censo de Estados Unidos, el condado tiene una superficie total de 1,778 km ², de los cuales 1,774 km ² es de tierra y 4 km ² de la misma (0,22%) es agua. 

## Condados vecinos
- Condado de Saline (norte)
- Condado de Cooper (este)
- Condado de Morgan (sureste)
- Condado de Benton (sur)
- Condado de Henry (suroeste)
- Condado de Johnson (al oeste)
- Condado de Lafayette (noroeste)

## Principales carreteras
- U.S. Route 50
- U.S. Route 65
- Ruta 52
- Ruta 127
- Ruta 135

## Demografía
Según datos del censo del año 2000, había 39.403 personas, 15.568 hogares y 10.570 familias que residen en el condado. La densidad de población era de 22/km ². Había 16.963 unidades de vivienda en una densidad media de 10/km ². La composición racial del condado era del 92,06% blancos, 3,04% negros o afroamericanos, 0,38% amerindios, 0,39% asiáticos, 0,05% isleños del Pacífico, 2,46% a partir de otras razas, y 1,62% de dos o más razas. El 3,88% de la población eran hispanos o latinos de cualquier raza. 
Había 15.568 hogares de los cuales el 32,50% tenían hijos menores de 18 años que viven con ellos, 53,30% eran matrimonios viviendo juntos, el 10,50% tenía a una mujer sin esposo como la cabeza de la familia, y el 32,10% no eran familias. El 27,00% de todas las familias se componían de personas y el 11,70% eran personas solas de 65 años de edad o más. El tamaño medio del hogar era 2,49 y el promedio de tamaño para una familia era de 3.01. 
Los ingresos medios para un hogar en el condado era de $ 31.822, y la renta media para una familia era de $ 38.073. Los hombres tenían un ingreso medio de $ 29,221 versus $ 19,554 para las mujeres. La renta per cápita para el condado era de $ 16.251. Alrededor del 10,20% de las familias y el 12,80% de la población estaban por debajo del línea de pobreza, incluyendo al 16,60% de los menores de 18 años y al 10,50% de los 65 años de edad o más. 

## Las ciudades y los pueblos
- Green Ridge
- Houstonia
- Hughesville
- Ionia
- La Monte
- Sedalia
- Smithton
- Windsor